# Erfenbach
Erfenbach is een plaats in de Duitse gemeente Kaiserslautern, deelstaat Rijnland-Palts.

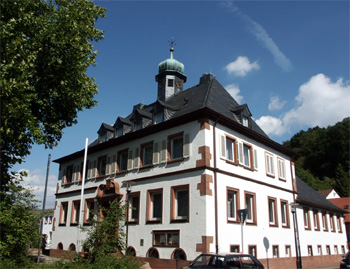
Raadshuis

Dansenberg · Einsiedlerhof · Erfenbach · Erlenbach · Hohenecken · Mölschbach · Morlautern · Siegelbach